# 横手市立境町小学校
横手市立境町小学校（よこてしりつ さかいまちしょうがっこう）は、秋田県横手市上境にかつて存在した公立小学校。

## 概要
境町小学校は、上境尋常小学校・下境尋常小学校・八丁尋常小学校の統合によって1911年（明治44年）に境町尋常小学校として開校した学校であるが、2016年（平成28年）に横手北小学校に統合され、閉校した。
閉校時まで使用された校舎は1980年（昭和55年）に竣工したものであったが、閉校後の2018年（平成30年）度に解体。解体前に市が校内の様子を360°カメラで撮影し、Google ストリートビューにて公開している。なお、体育館は2023年8月時点で現存しており、市が「境町中間書庫」として利用している。解体後、敷地の利活用についての方針を定めるため、市は2021年（令和3年）1月12日よりサウンディング型市場調査を実施。同年5月31日に提案書の提出が締め切られたが、事業参加やアイデアの応募は無かった。

## 沿革

### 前史
境町小学校の前身となる3校は、明治期に発された学制によって1874年に開校した以下の学校が前身となっている。
- 下八丁学校[注 2]（後の八丁尋常小学校） - 1874年4月5日創立[6]、4月25日認可[7]。
- 下境学校（後の下境尋常小学校） - 1874年7月28日創立[6]、11月10日認可[7]。
- 上境学校（後の上境尋常小学校） - 1874年8月20日創立[6]、11月10日認可[7]。

1887年4月、下八丁学校が旭地区の猪岡・三本柳・塚堀の各校と統合して「八丁簡易小学校」として下八丁村内に設置された。1889年4月には町村制の施行により境町村が発足。同年7月に下境学校は「境町簡易小学校」となり、八丁簡易小学校と上境学校は境町簡易小の分教室となった。
1891年8月に「境町尋常小学校」と改称し、1892年に2つの分教室が「上境尋常小学校」と「八丁尋常小学校」として独立した。境町尋常小は1903年に高等科を併置するが、尋常科六年制による義務教育年限の延長により高等科廃止の傾向が生まれ、他の農村地域の小学校（旭・朝倉など）と同様に1908年3月に高等科廃止を申請した。1911年には境町・上境・八丁の3尋常小を統合し「境町尋常小学校」が発足。また、就学率の向上や通学不便（遠距離）などを理由に、1912年3月に高等科の併置を再度申請した。

### 年表
以下、注釈の無い項目は横手市の旧公式サイトの情報によるもの。
- 1911年5月2日[11] - 「境町尋常小学校」として発足[1]。
- 1912年6月27日[11] - 3校から校舎を上境字谷地中17番地（現在地）へ新築移転[6]。
- 1935年
  - 3月16日 - 校歌制定。
  - 5月 - 教室および体育館を増築[12]。
- 1941年4月1日 - 国民学校令により、「境町国民学校」と改称。
- 1947年4月1日 - 学校教育法により、「境町村立境町小学校」と改称。
- 1955年4月1日 - 境町村の横手市への編入により、「横手市立境町小学校」と改称。
- 1957年4月1日 - 校章制定。
- 1958年3月 - 校歌改作。
- 1980年
  - 1月10日 - 校舎、体育館竣工。
  - 3月15日 - 校旗樹立。
- 1981年4月29日 - 運動場竣工。
- 1990年3月16日 - 校門竣工。
- 1994年12月9日 - メロディーチャイム設置。
- 2016年3月31日 - 閉校[2]。

## 教育目標
「みんな いい顔 いい心 ～元気 本気 根気～」という教育目標を掲げていた。
- 『元気』：元気で明るくやさしい子
- 『本気』：本気で学び自分の考えをもつ子
- 『根気』：根気強くがんばり協力し合える子

## 通学区域
2014年時点の「横手市立小中学校通学区域に関する規則」によると、以下の通り。
- 上境字毛曽・外阿摩部・内阿摩部を除く全域、下境字の全域、上八丁字の全域、下八丁字の全域

## 周辺
- 秋田県道267号金沢吉田柳田線
- 境町地区交流センター（ふるさと館）
  - 境町簡易郵便局
- 横手警察署 横手西駐在所